# 1000-km-Rennen von Imola 1974

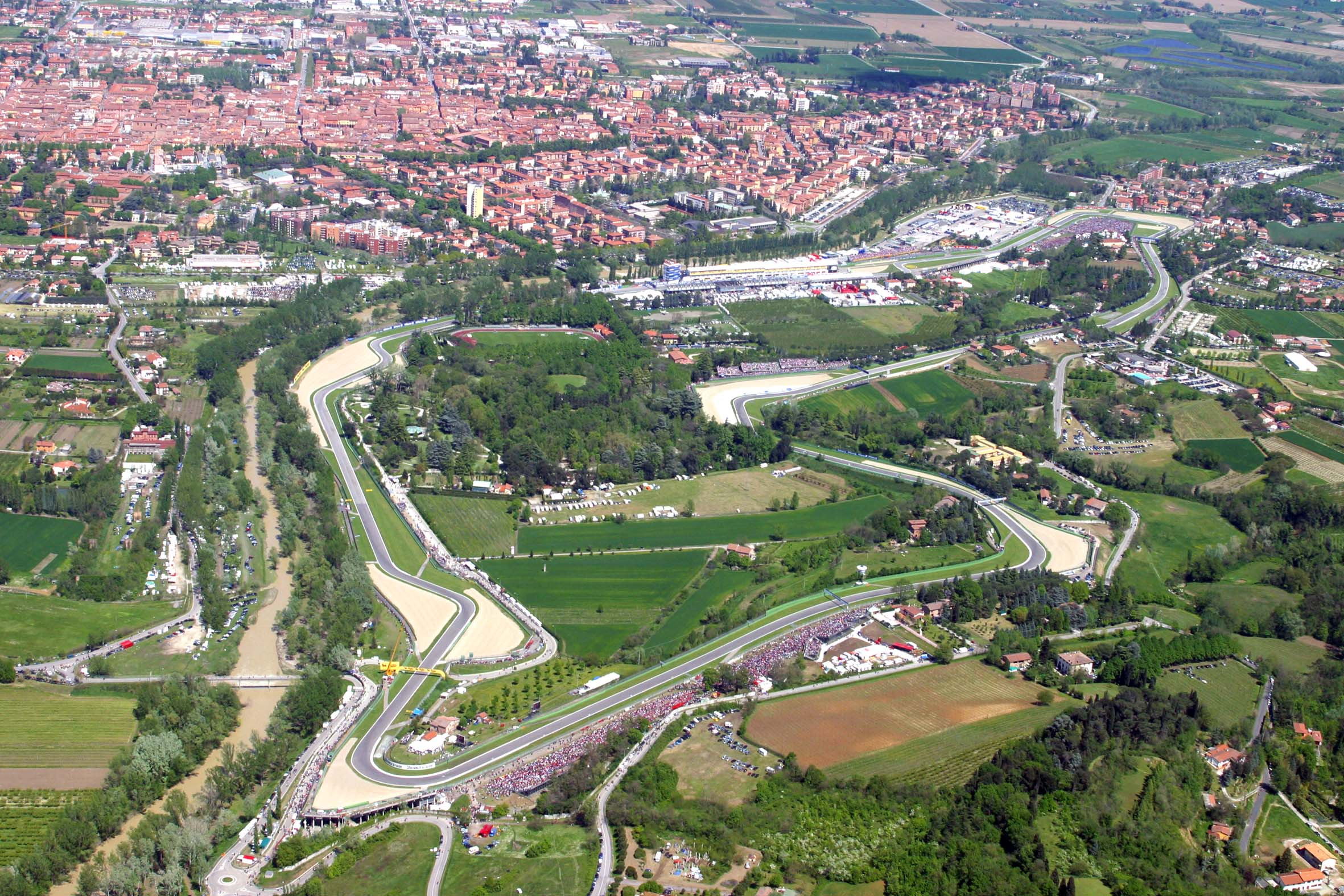
Autodromo Enzo e Dino Ferrari

Das 1000-km-Rennen von Imola 1974, auch 1000 km Imola, fand am 2. Juni auf dem Autodromo Enzo e Dino Ferrari statt und war der vierte Wertungslauf der Sportwagen-Weltmeisterschaft dieses Jahres.

## Das Rennen
Das erste Sportwagenrennen mit einem Weltmeisterschaftsstatus auf der Rennstrecke von Imola stand ganz im Zeichen des Wettbewerbs zwischen den Werkswagen von Alfa Romeo und Matra. Autodelta meldete drei Alfa Romeo T33/TT/12 für die Fahrerteams Rolf Stommelen/Carlos Reutemann, Carlo Facetti/Andrea de Adamich und Arturo Merzario/Jacky Ickx. Die beiden Matra-Simca MS670C fuhren Gérard Larrousse, Henri Pescarolo, Jean-Pierre Beltoise und Jean-Pierre Jarier.
Aus der Pole-Position startete Jean-Pierre Beltoise im Matra mit der Nummer 1, der im Qualifikationstraining mit einer Zeit von 1:40,170 Minuten die schnellste Runde fuhr. Autodelta verlor einen Wagen schon in der 12. Rennrunde, als Merzario im T33/TT/12 mit dem Abarth-Osella PA2 des ehemaligen Alfa-Romeo-Werkspiloten Nanni Galli kollidierte. Der lange um die Führung mitfahrende Matra von Beltoise und Jarier fiel wenige Runden vor Schluss mit einem Ventilschaden aus, wurde aber noch an der vierten Stelle der Gesamtwertung klassiert. Der Sieg ging an das zweite Matra-Duo Larrousse/Pescarolo mit einem Vorsprung von zwei Runden auf den besten Alfa Romeo, gefahren von Rolf Stommelen und Carlos Reutemann.

## Ergebnisse

### Schlussklassement
| 1                  | S 3.0    | 2   | Equipe Gitanes         | Gérard Larrousse Henri Pescarolo                  | Matra-Simca MS670C        | 198 |
| 2                  | S 3.0    | 4   | Autodelta SpA          | Rolf Stommelen Carlos Reutemann                   | Alfa Romeo T33/TT/12      | 196 |
| 3                  | S 3.0    | 5   | Autodelta SpA          | Andrea de Adamich Carlo Facetti                   | Alfa Romeo T33/TT/12      | 189 |
| 4                  | S 3.0    | 1   | Equipe Gitanes         | Jean-Pierre Beltoise Jean-Pierre Jarier           | Matra-Simca MS670C        | 189 |
| 5                  | GT 3.0   | 152 | Samson Kremer Team     | Hans Heyer Paul Keller                            | Porsche Carrera RSK       | 177 |
| 6                  | GT 3.0   | 144 | Jolly Club             | Giorgio Schön Giovanni Borri                      | Porsche Carrera RSR       | 173 |
| 7                  | GT 3.0   | 151 | Jean-Marc Seguin       | Bob Wollek Jean-Marc Seguin                       | Porsche Carrera RSR       | 172 |
| 8                  | S 3.0    | 9   | Joest Racing           | Paul Blancpain Knut-Holger Lehmann Reinhold Joest | Porsche 908/03            | 169 |
| 9                  | S 1.3    | 87  | Eris Tondelli          | Claudio Francisci Eris Tondelli                   | Chevron B26               | 164 |
| 10                 | S 1.3    | 90  | Antonio Bramen         | Antonio Bramen Cesare Garrone                     | AMS 274                   | 156 |
| 11                 | GT + 3.0 | 122 | Blue                   | Marcello Gallo Ugo Locatelli                      | De Tomaso Pantera         | 152 |
| 12                 | GT + 3.0 | 36  | Achille Voltolina      | Guido Gatto Achille Voltolina Umberto Grano       | March 74S                 | 149 |
| 13                 | S 3.0    | 12  | Automobiles Ligier     | François Migault Jean-Pierre Jaussaud             | Ligier JS2                | 148 |
| 14                 | S 1.6    | 68  | Torino Corse           | Carlo Bilotti Pasquale Barberio                   | Abarth-Osella PA2         | 142 |
| 15                 | S 2.0    | 35  | Scuderia San Michele   | Mauro Nesti Giovanni Morelli                      | Lola T294                 | 139 |
| 16                 | S 2.0    | 45  | Guido Fossati          | Guido Fossati Angelo Mola                         | Lola T290                 | 138 |
| Ausgefallen        |          |     |                        |                                                   |                           |     |
| 17                 | S 3.0    | 7   | Martini Racing Team    | Manfred Schurti Helmuth Koinigg                   | Porsche Carrera RSR Turbo | 133 |
| 18                 | GT 3.0   | 149 | Gelo Racing            | Vic Elford Jürgen Barth John Fitzpatrick          | Porsche Carrera RSR       | 125 |
| 19                 | GT 3.0   | 143 | Ennio Bonomelli        | Ennio Bonomelli Claude Ballot-Léna                | Porsche Carrera RSR       | 115 |
| 20                 | S 3.0    | 6   | Martini Racing Team    | Gijs van Lennep Herbert Müller                    | Porsche Carrera RSR Turbo | 106 |
| 21                 | GT 3.0   | 141 | Porsche Club Romand    | Claude Haldi Niki Bosch                           | Porsche Carrera RSR       | 90  |
| 22                 | S 2.0    | 33  | Abarth-Osella          | Christian Melville Gianfranco Trombetti           | Abarth-Osella PA2         | 69  |
| 23                 | S 2.0    | 37  | AMS Corse              | Francesco Cerulli-Irelli Luciano Verrocchio       | AMS 274                   | 65  |
| 24                 | GT 3.0   | 163 | Samson Kremer Team     | Clemens Schickentanz Willi Deutsch                | Porsche Carrera RSR       | 48  |
| 25                 | S 3.0    | 8   | Joest Racing           | Reinhold Joest Mario Casoni                       | Porsche 908/03            | 43  |
| 26                 | GT 3.0   | 142 | Porsche Club Romand    | Mario Ilotte Peter Zbinden                        | Porsche Carrera RSR       | 37  |
| 27                 | S 2.0    | 32  | Abarth-Osella          | Jean-Louis Lafosse Derek Bell                     | Abarth-Osella PA2         | 36  |
| 28                 | S 2.0    | 41  | Scuderia Brescia Corse | Marsilio Pasotti Franco Berruto                   | Lola T292                 | 26  |
| 29                 | S 2.0    | 38  | Monzeglio              | Stefano Buonapace Renzo Zorzi                     | GRD S73                   | 22  |
| 30                 | S 1.3    | 89  | Luigi Moreschi         | Luigi Moreschi Giuseppe Ranzolin                  | Chevron B23               | 22  |
| 31                 | GT 3.0   | 148 | Gelo Racing            | John Fitzpatrick Georg Loos                       | Porsche Carrera RSR       | 22  |
| 32                 | S 2.0    | 43  | Scuderia Vesuvio       | Cosimo Turizio Ciro Nappi Mario Radicella         | Lola T294                 | 20  |
| 33                 | S 3.0    | 11  | Scuderia Brescia Corse | Corrado Manfredini Giancarlo Gagliardi            | Lola T282                 | 13  |
| 34                 | S 3.0    | 3   | Autodelta SpA          | Arturo Merzario Jacky Ickx                        | Alfa Romeo T33/TT/12      | 12  |
| 35                 | S 2.0    | 34  | Alberto Rosselli       | Nanni Galli Alberto Rosselli                      | Abarth-Osella PA2         | 12  |
| 36                 | S 1.6    | 67  | Roberto Filannino      | Roberto Filannino Achille Marzi                   | Dallara 1600              | 12  |
| 37                 | S 2.0    | 40  | Jolly Club             | Manfred Mohr Martino Finotto                      | AMS 274                   | 4   |
| 38                 | GT 3.0   | 145 | Scuderia Brescia Corse | Giuseppe Tambone Marsilio Pasotti                 | Porsche Carrera RS        | 1   |
| Nicht gestartet    |          |     |                        |                                                   |                           |     |
| 39                 | S 2.0    | 31  | Abarth-Osella          | Derek Bell Vittorio Brambilla                     | Abarth-Osella PA2         | 1   |
| Nicht qualifiziert |          |     |                        |                                                   |                           |     |
| 40                 | S 1.6    | 66  | Monzeglio              | Pier-Giorgio Mussa Luigi Pozzo                    | GRD S74                   | 2   |
| 41                 | S 1.3    | 93  | Gianfranco Palazzoli   | Gianfranco Palazzoli Luigi Colzani                | Abarth-Osella             | 3   |

1 Unfall im Training
2 nicht qualifiziert
3 nicht qualifiziert

### Nur in der Meldeliste
Hier finden sich Teams, Fahrer und Fahrzeuge, die ursprünglich für das Rennen gemeldet waren, aber aus den unterschiedlichsten Gründen daran nicht teilnahmen.
| Pos. | Klasse   | Nr. | Team                   | Fahrer                               | Chassis             |
| ---- | -------- | --- | ---------------------- | ------------------------------------ | ------------------- |
| 42   | S 3.0    | 7   | Giorgio Pianta         | Giorgio Pianta Pino Pica             | Lola T282           |
| 43   | S 2.0    | 39  | Alberto Dona           | Alberto Dona Giovanni Lise           | Chevron B23         |
| 44   | S 2.0    | 42  | Abarth-Osella          | Gianfranco Trombetti Pietro Laureati | Abarth-Osella PA2   |
| 45   | S 1.3    | 86  | Scuderia Brescia Corse | Tiziano Serattini Sergio Rombolotti  | Ferrari             |
| 46   | S 1.3    | 88  |                        | Ademaro Massa Matteo Cormio          | Lola T212           |
| 47   | GT + 3.0 | 120 | Gabriele Gottifredi    | Gabriele Gottifredi                  | De Tomaso Pantera   |
| 48   | GT + 3.0 | 121 | Jolly Club             | Cristiano Del Balzo                  | De Tomaso Pantera   |
| 49   | GT 3.0   | 146 | Scuderia Brescia Corse | Alessandro Ghidini Vincenzo Cazzago  | Porsche Carrera RSR |
| 50   | GT 3.0   | 150 | Gelo Racing            | Vic Elford Jürgen Neuhaus            | Porsche Carrera RSR |
| 51   | GT 2.0   | 161 | Giada Auto             | Ferruccio Caliceti Paolo Monti       | Alpine A110         |

### Klassensieger
| Klasse   | Fahrer            | Fahrer            | Fahrer        | Fahrzeug            | Platzierung im Gesamtklassement |
| -------- | ----------------- | ----------------- | ------------- | ------------------- | ------------------------------- |
| S 3.0    | Gérard Larrousse  | Henri Pescarolo   |               | Matra-Simca MS670C  | Gesamtsieg                      |
| S 2.0    | Guido Gatto       | Achille Voltolina | Umberto Grano | March 74S           | Rang 12                         |
| S 1.6    | Carlo Bilotti     | Pasquale Barberio |               | Abarth-Osella PA2   | Rang 14                         |
| S 1.3    | Claudio Francisci | Eris Tondelli     |               | Chevron B26         | Rang 9                          |
| GT + 3.0 | Marcello Gallo    | Ugo Locatelli     |               | De Tomaso Pantera   | Rang 11                         |
| GT 3.0   | Hans Heyer        | Paul Keller       |               | Porsche Carrera RSK | Rang 5                          |

### Renndaten
- Gemeldet: 51
- Gestartet: 38
- Gewertet: 16
- Rennklassen: 6
- Zuschauer: 60000
- Wetter am Renntag: warm und trocken
- Streckenlänge: 5,060 km
- Fahrzeit des Siegerteams: 6:13:36,000 Stunden
- Gesamtrunden des Siegerteams: 198
- Gesamtdistanz des Siegerteams: 1001,880 km
- Siegerschnitt: 160,901 km/h
- Pole Position: Jean-Pierre Beltoise – Matra-Simca MS670C (#1) – 1:40,700 = 181,851 km/h
- Schnellste Rennrunde: Gérard Larrousse – Matra-Simca MS670C (#2) – 1:40,800 = 180,174 km/h
- Rennserie: 4. Lauf zur Sportwagen-Weltmeisterschaft 1974